# Comté d'Albany (Wyoming)
Pour les articles homonymes, voir Comté d'Albany.
Le comté d'Albany est un comté de l'État du Wyoming dont le siège est Laramie. Selon le recensement de 2010, sa population est de 36 299 habitants. C'est aussi le site de l'Université du Wyoming.

## Historique
Le comté d'Albany a été organisé en 1868 à partir du comté de Laramie alors que tous deux faisaient encore parties du territoire du Dakota. Le territoire du Wyoming n'a été formellement organisé que le 19 mai 1869.
En 1875, la législature territoriale du Wyoming autorisa la cession de certaines parties du comté d'Albany pour créer des comtés de Crook et Johnson, et en 1888, de nouvelles cessions pour la création du comté de Converse. D'autres ajustements ont été apportés à la limite du comté en 1911 et 1955.

## Géographie
Selon le Bureau du recensement des États-Unis, le comté a une superficie totale de 11 160 km2. 

### Géolocalisation
| Comté de Natrona            | Comté de Converse           | Comté de Platte  |
| Comté de Carbon             | Comté d'Albany              | Comté de Laramie |
| Comté de Jackson (Colorado) | Comté de Larimer (Colorado) |                  |